# Енев
Енев (Анау, колишній Аннау; туркм. Änew) — місто в Туркменістані, центр Ак-Бугдайського етрапу Ахалського велаяту Туркмениістану. Передмістя Ашгабата, з яким пов'язане автошляхом М37. До 2022 року було центром Ахалського велаяту.

## Історія
Перші сліди перебування людини на місці міста відносяться до ІІІ тис. до н. е.
Надано статус міста в етрапі 3 лютого 2008 року.
Назва Аннау має перське коріння, від слова «аб-і нау» (آب نو), що значить «нова вода».